# Lisa Wickham
Lisa Wickham (* 13. August 1994 in Petit Valley) ist eine ehemalige Leichtathletin aus Trinidad und Tobago, die sich auf den Sprint spezialisiert hat.

## Sportliche Laufbahn
Erste internationale Erfahrungen sammelte Lisa Wickham bei den CARIFTA Games 2010 in George Town, bei denen sie in 12,38 s den siebten Platz im 100-Meter-Lauf in der U17-Altersklasse belegte. 2012 gelangte sie bei den CACAC-Juniorenmeisterschaften in San Salvador mit 12,04 s auf Rang vier und anschließend schied sie bei den Juniorenweltmeisterschaften in Barcelona mit 12,19 s im Halbfinale aus. Im Jahr darauf belegte sie bei den CARIFTA Games in Nassau in 11,69 s den vierten Platz über 100 Meter und gewann mit der trinidadisch-tobagischen 4-mal-100-Meter-Staffel in 45,71 s die Bronzemedaille in der U20-Altersklasse. 2014 startete sie mit der Staffel bei den Commonwealth Games in Glasgow und belegte dort mit 44,78 s den achten Platz. Im Jahr darauf gewann sie bei den NACAC-Meisterschaften in San José in 44,24 s gemeinsam mit Kamaria Durant, Reyare Thomas und Peli Alzola die Bronzemedaille hinter den Teams aus den Vereinigten Staaten und Puerto Rico. 2016 begann sie ein Studium an der Tennessee Technological University in den Vereinigten Staaten und beendete dies im Jahr 2020. Seitdem ist sie nicht mehr als Leichtathletin aktiv.

## Persönliche Bestzeiten
- 100 Meter: 11,44 s (+1,2 m/s), 6. April 2013 in Port-of-Spain
  - 60 Meter (Halle): 7,25 s, 15. Februar 2020 in Birmingham